# Alla Waschenina
Alla Iwanowna Waschenina (kasachisch Алла Ивановна Важенина, * 29. Mai 1983 in Schadrinsk, Russland) ist eine kasachische Gewichtheberin.

## Karriere
Ihren größten Erfolg feierte Alla Waschenina bei den Olympischen Sommerspielen 2008 in Peking, wo sie in der Gewichtsklasse bis 75 kg nach der Doping-Disqualifikation der Chinesin Cao Lei die Goldmedaille mit 266 kg (119 kg + 147 kg) erringen konnte. Für Kasachstan gewann sie zudem die Silbermedaille bei den Asienmeisterschaften 2008 (266 kg = 120 kg + 146 kg).